# 弗拉基米爾·奧斯切金
弗拉基米爾·瓦列里耶維奇·奧斯切金（俄语：Владимир Валерьевич Осечкин，羅馬化：Vladimir Valeryevich Osechkin，1981年6月14日—）是一名俄羅斯人權活動家，經營反腐網站Gulagu.net。他曾被俄羅斯政府列入通緝名單，因為他洩露了大量文件、照片和影片檔案，其中有數百起監獄官員在俄羅斯監獄中強姦和折磨囚犯的案件。該檔案是由舉報人謝爾蓋·薩維利耶夫收集的。奧斯切金還利用了俄羅斯監獄和聯邦安全局的一些其他來源。奧斯切金自2015年起居住在巴黎 。
2022年8月，奧斯切金敦促前俄羅斯士兵和持不同政見者帕維爾·菲拉季耶夫在Gulagu.net的幫助下逃離該國，菲拉季耶夫於2022年8月13日成功逃離。

## 外部連結
- gulagu.net (No to Gulag)  （页面存档备份，存于）